# Владислав Шпилман
Владислав Шпилман (5. децембар 1911 – 6. јул 2000) био је пољски пијаниста и класични композитор јеврејског порекла. Током Другог светског рата био је заточен у логору, али је преживео до краја рата. На основу његове биографије, снимљен је филм Пијаниста режисера Романа Поланског, а Владислава Шпилмана, као главног актера глумио је амерички глумац Ејдријен Броди.
Шпилман је студирао клавир на музичким академијама у Берлину и Варшави. Постао је популаран извођењем на пољском радију. Након немачке инвазије на Пољску и стварања Варшавског гета, Шпилман је провео две године кријући се. Након Варшавског устанка и каснијег уништења града, помогао му је Вилму Хозенфелду, немачком официру који је мрзео нацистичку политику. После Другог светског рата, Шпилман је наставио каријеру на пољском радију. Компоновао је велики број композиција и његов опус укључивао је стотине песама и много оркестарских комада. Шпилман је такође признат као најпознатији од Варшавских Робинзона.

## Рани живот и породица
Владислав Шпилман рођен је 5. децембра 1911. године у пољском месту Сосновјец, у јеврејској породици. Био је син Самјуела Шпилмана и Едварде Рапапорт. Имао је брата Хенрика и сестре Регину и Халину. Његов отац био је талентовани виолиниста.

## Каријера пијанисте
Шпилман је започео студије клавира и композиције на Конзерваторијуму Фредерик Шопен у Варшави, у Пољској, где је учио клавир код Александра Михаловског и Јозефа Шмидовича, ученика прве и друге генерације Франца Листа. Године 1931. захваљујући стипендији наставио је студије на престижној Академије уметности у Берлину, у Немачкој, где је студирао код Артура Шнабела, Франца Шрекера и Леонида Кројцера.. Након што је Адолф Хитлер именован за канцелара Немачке 1933. године, Шпилман се вратио у Варшаву, где је убрзо постао прослављени пијаниста и композитор класичне и популарне музике. Пре свега као солиста, био је и камерни партнер признатих виолиниста као што су Роман Тотенберг, Ида Хендел и Хенрик Шеринг, а 1934. године је са америчким виолинистом Брониславом Гимпелом био на турнеји по Пољској.
5. априла 1935. године, Шпилман се придружио Пољском радију, где је радио као пијаниста, изводећи класичну и џез музику. Његове композиције су у то време укључивале оркестарска дела, клавирске комаде, као и музику за филмове. Након инвазије на Пољску, 1. септембар 1939. године, и формирања гета, Шпилман, као истакнути солиста и јевреј, остао је заточен са својом породицом. Пољски радио у којем је радио Шпилман бомбардован је 23. септембар 1939. године након последњег емитовања Шопеновог рецитала. 

## Време Холокауста
Владислав Шпилман и његова породица, заједно са свим осталим Јеврејима који живе у Варшави, били су приморани да се преселе у „јеврејску четврт“, односно Варшавски гето, 31. октобра 1940. године. Варшавски гето био је одвојен зидом од остатка града који је окупирала немачка војска. Због скученог простора, слабе хране и немогућности зараде, велики број људи у гету је умирао. То је било веома изражено током епидемије тифуса. Током овог периода, он је издржавао своју породицу свирајући забавну музику по кафанама и компонујући музику за шлагере.
Сви у његовој породици депортовани су 1942. године у Концентрациони логор Треблинка, отприлике 80,5 км североисточно од Варшаве. Полицајац Јеврејин, који је помагао у депортацијама, препознао је Шпилмана и извукао га из низа људи, који су утоварени у воз на месту транспорта. Нико од чланова Шпилманове породице није преживео рат. Шпилман је остао у гету као радник, и помагао је у шверцу оружја за надолазећи устанак јеврејског отпора. Шпилман је остао у Варшавском гету до 13. фебруара 1943. године.
Након пропасти устанка, гето је у потпуности испражњен и престао је да постоји. Од 1944. године, Шпилман се крио у напуштеној згради. У новембру га је тамо открио немачки официр, капетан Вилм Хозенфелд, који је од њега тражио да свира стари клавир у напуштеној згради. Хозенфелд је помогао Шпилману и у неколико наврата доносио храну и залихе, све док се немци нису повукли из Варшаве.

## Пољски радио
Шпилман је настави свој рад за Пољски радио 1945. године. Први пренос отворио је тако што је још једном одсвирао Шопенов ноктурно у ц-молу, а током чијег свирања га је пре шест година прекинуло бомбардовање. 
Од 1945. до 1963. године, Шпилман је био директор Одељења за популарну музику на Пољском радију. Шпилман је у исто време наступао као концертни пијаниста и камерни музичар у Пољској, као и широм Европе, Азије и Америке. У овом периоду компоновао је неколико симфонијских дела и око 500 других композиција, које су и данас популарне у Пољској. Такође је писао музику за радио драме и филмове, а 1961. године је у Сопоту, у Пољској, организовао Међународно такмичење песама. Шпилман и Бронислав Гимпел су 1963. године основали Варшавски клавирски квинтет са којим је Шпилман извео више од 2000 концерата широм света.

## Композиције
Чак и када је живео у гету, Шпилман није губио вољу да пише музику. Његове композиције обухватају оркестарска дела, концерте, клавирске комаде, али и значајне количине музике за радио-драме и филмове, као и око 500 песама. Више од 100 њих је веома добро познато као хитови у Пољској. Педесетих година 20. века написао је око 40 песама за децу, за које је 1955. добио награду од Савеза пољских композитора. 
Његов син Анџеј је 1998. године прокоментарисао да Шпилманова дела нису доспела до веће публике ван Пољске, приписујући то „културној и политичкој подели Европе на две половине” после рата. Његов отац је „формирао пољску популарну музичку сцену током неколико деценија—али западна граница Пољске представљала је баријеру“ за музику из земаља источног блока.
Шпилманове композиције укључују свиту за клавир „Живот машина“ из 1932. године, Концерт за виолину из 1933. године, „Валцер у старом стилу“ из 1937. године, филмске звучне записе: „Świt, dzień i noc Palestyny“ из 1934. године, Wrzos из 1938. године и Доктор Мурек из 1939. године, Концертино за клавир и оркестар из 1940. године, „Парафраза на сопствене теме” из 1948. године, „Увертира за симфонијски оркестар“ из 1968. године и многе веома популарне песме у Пољској.

## Мемоари
„Смрт града” (оригинал „Śmierć miasta“) написао је Владислав Шпилман, а разрадио Јерзи Валдорф убрзо након завршетка рата, а први пут је штампана 1946. године у издавачкој кући Виедза. Књигу су стаљинистичке власти цензурисале из политичких разлога. На пример, држављанство немачког официра Вилма Хозенфелда је промењено у аустријско. Као што је источнонемачки дисидентски кантаутор Волф Бирман приметио у свом епилогу за издање на енглеском језику из 1999. године: „Непосредно после рата, било је немогуће објавити књигу у Пољској која је представљала немачког официра као храброг и услужног човека“, и аустријски јунак би био „не баш тако лош”. Бирман је заједљиво додао: „У годинама хладног рата Аустрију и Источну Немачку повезивао је заједнички део лицемерја: обе су се претварале да су насилно окупиране од стране Хитлерове Немачке. 
Године 1998. Шпилманов син Анџеј објавио је ново проширено издање мемоара свог оца, прво у немачком преводу под насловом „Чудесно преживљавање” а затим и у енглеском преводу као „Пијаниста” са епилогом Волфа Бирмана. У марту 1999. године, Шпилман је посетио Лондон због Недеље јеврејске књиге, где се сусрео са енглеским читаоцима којима се свидела књига. Књига је касније преведена на преко 30 језика.

### Филмска адаптација
Роман Полански је 2002. године режирао филм према мемомарима, где је Шпилмана тумачио Ејдријен Броди. Филм је добио 3 оскара - за режију, најбољег глумца и најбољи адаптирани сценарио, 2 BAFTA награде - за најбољи филм и режију, и Златну палму на филмском фестивау у Кану.

## Смрт
Шпилман је умро природном смрћу у Варшави 6. јула 2000. године у 88. години.Сахрањен је на војном гробљу Powązki.
25. септембра 2011. године, Студио 1 Пољског радија је преименован у Вłадисłав Сзпилман. Дана 4. децембра 2011. године, у Авенији Niepodległości 223 у Варшави, откривена је спомен плоча Шпилману, урезана на пољском и енглеском језику, у присуству његове супруге Халине Шпилман, његовог сина Анџеја и ћерке официра Вилма Хосенфелда, Јоринде Крејци-Хосенфелд.